# Scheeßel
Scheeßel ist eine Gemeinde im Landkreis Rotenburg (Wümme) in Niedersachsen.

## Geografie

### Geografische Lage
Scheeßel liegt in der zur Stader Geest gehörenden Wümmeniederung unweit der Nordheide in einer Höhe von etwa 30 m ü. NHN. Durch den Ort fließen die Wümme und die Beeke. Die Umgebung wird geprägt durch Wälder, Wiesen und Moore (Geestlandschaft).
Der im Ortsteil Westerholz gelegene Bullerberg stellt mit seinen 53 Metern eine der höchsten Erhebungen im Kreisgebiet dar.
Die Kreisstadt Rotenburg (Wümme) ist etwa neun Kilometer entfernt im Südwesten. Die nächsten Großstädte sind das rund 55 Kilometer westlich liegende Bremen sowie das rund 65 Kilometer im Nordosten entfernte Hamburg.

### Gemeindegliederung
Scheeßel ist eine Einheitsgemeinde und besteht aus den folgenden Ortschaften:
- Abbendorf – 294 Einwohner
- Bartelsdorf – 410 Einwohner
- Hetzwege – 368 Einwohner
- Jeersdorf – 1.246 Einwohner
- Ostervesede (mit Ortsteilen Deepen und Einloh) – 681 Einwohner
- Scheeßel (mit Ortsteilen Büschelskamp, Varel, Veerse und Veersebrück) – 7.154 Einwohner
- Sothel – 189 Einwohner
- Westeresch (mit Ortsteil Wenkeloh) – 449 Einwohner
- Westerholz (mit Ortsteil Bult) – 572 Einwohner
- Westervesede  – 676 Einwohner
- Wittkopsbostel (mit Ortsteil Oldenhöfen)  – 470 Einwohner
- Wohlsdorf – 379 Einwohner

Hinweis: Die Zahlen hinter den Namen der Ortschaften geben die Bevölkerungszahl mit Hauptwohnsitz an (Stand: 30. Juni 2021).

### Nachbarstädte
| Zeven, Bremervörde 22 km, 46 km | Sittensen, Stade 13 km, 54 km                         | Tostedt, Hamburg 20 km, 65 km |
| Tarmstedt, Bremen 34 km, 55 km  | Kompassrose, die auf Nachbargemeinden zeigt           | Bispingen 42 km               |
| Rotenburg (Wümme) 8 km          | Visselhövede, Walsrode, Hannover 28 km, 42 km, 102 km | Schneverdingen 25 km          |

## Geschichte
Steinzeitliche Gräber in der Gemeinde zeugen von einer Besiedlung in der Ur- und Frühgeschichte. Urkundlich wurde ein Ort Schesla zusammen mit Bardowick, Magdeburg und Erfurt 805 im Diedenhofener Kapitular von Karl dem Großen erwähnt. Unklar ist, ob es sich dabei um das heutige Scheeßel handelt. Dieses Schesla könnte beim Burgwall von Meetschow im Raum Hitzacker/Dannenberg gelegen haben und aus dem 8. Jahrhundert stammen. Scheeßeler Heimatkundler verwiesen auf eine Verdener Bischofsurkunde von 1205, in der von Scheeßel als scesle die Rede ist. Heute besteht kein Zweifel mehr daran, dass es sich bei dem Ort Schesla nicht um das heutige Scheeßel gehandelt hat.
Scheeßel wurde 1205 als Archidiakonat und im 13. Jahrhundert als Gografschaft des Bistums Verden genannt.

Nach 1567, unter Bischof Eberhard von Holle, setzte sich die Reformation in der Region durch; Scheeßel ist bis heute fast rein protestantisch. 1626 brannten Kirche, Pfarrhaus, Mühle und einige Häuser ab.
Mit dem Westfälischen Frieden von 1648 gingen die Herzogtümer Bremen und Verden und damit Scheeßel an Schweden, bis sie nach dem Nordischen Krieg, nach einer kurzen dänischen Herrschaft, 1719 an das Kurfürstentum Hannover fielen.
Stärker als der Dreißigjährige Krieg zog der Siebenjährige Krieg die Region in Mitleidenschaft. Marodierende französische Truppen waren dafür verantwortlich. Der Rotenburger Amtmann von Haerlem fasst die Folgen 1757 für die Bevölkerung so zusammen: „Es sind die hiesigen Amtsuntertanen auf viele Jahre totaliter ruinieret.“ 1755 wurde eine romanische Kirche abgebrochen und die barocke St.-Lucas-Kirche entstand bis 1758.
In der Franzosenzeit gehörte Scheeßel als Teil Frankreichs von 1810 bis 1813 zum Kanton Tostedt im Departement Elbemündung (Bouches de l’Elbe). Eine Straße (heute B 75) wurde in dieser Zeit angelegt.
Nach dem Wiener Kongress von 1814/15 gehörte Scheeßel zum Königreich Hannover. Umfangreiche soziale und wirtschaftliche Veränderungen vollzogen sich in den nächsten Jahrzehnten wie u. a. Gewerbefreiheit, Gemeinheitsteilungen, Verkoppelungen und die endgültige Ablösung grundherrlicher Pflichten. Die Amtsvogtei Scheeßel hatte von 1841 bis zur Auflösung 1866 ihren Sitz in der Mühlenstraße 13–17.
1866 wurde das Königreich Hannover zur preußischen Provinz Hannover. 1874 wurde der Ort an die Bahnstrecke Hamburg-Bremen angeschlossen und der Bahnhof Scheeßel entstand. 1876 gründeten Scheeßeler Bürger eine bis heute bestehende Sparkasse. Am Ende des Jahrhunderts schlossen sich die Bauern zu einer Molkereigenossenschaft zusammen. Trachtenfeste (1904) und Heimatverein (1905) entstanden zur Traditionspflege.

### NS-Zeit
In der Weimarer Republik wurde in den Juliwahlen 1932 die NSDAP im Kirchspiel Scheeßel die mit Abstand stärkste Partei. Die Machtergreifung der Nationalsozialisten vollzog sich problemlos und das politische Leben in Scheeßel wurde gleichgeschaltet. Wenige Schritte von der Scheeßeler Grundschule entfernt verweist seit 2019 ein „Stolperstein“ vor dem reetgedeckten Fachwerkhaus Schulstraße 5, einem Kindergarten, auf das Verfolgungsschicksal der „Anna Katharina Meyer, Jg. 1901, eingewiesen 22.8.1934 Heilanstalt Lüneburg, 12.5.1941 Hadamar, ermordet 12.5.1941 ,Aktion T4’“ (siehe Liste der Stolpersteine in Scheeßel). Dies war der  erste Stolperstein, der im Landkreis außerhalb Rotenburgs verlegt wurde. In Rotenburg selbst hatte Gunter Demnig bereits zuvor für die Familie Cohn und für drei Bewohner der Rotenburger Anstalten sowie zwei zwangssterilisierte Frauen vor dem Rotenburger Krankenhaus für geistig Behinderte Stolpersteine verlegt. (siehe Liste der Stolpersteine in Rotenburg (Wümme))
Im Zweiten Weltkrieg wurde Scheeßel weitestgehend verschont; nur in Wohlsdorf gab es im April 1945 heftige Kämpfe. Danach verdoppelte sich durch Flüchtlinge die Bevölkerungszahl.

### Eingemeindungen
Am 1. März 1974 wurden die selbständigen Gemeinden Abbendorf, Bartelsdorf, Hetzwege, Jeersdorf, Ostervesede, Sothel, Westeresch, Westerholz, Westervesede, Wittkopsbostel und Wohlsdorf in die Gemeinde Scheeßel eingegliedert.

## Politik

### Rat
Der Rat der Gemeinde Scheeßel besteht aus 30 Ratsfrauen und Ratsherren. Dies ist die festgelegte Anzahl für eine Gemeinde mit einer Einwohnerzahl zwischen 12.001 und 15.000 Einwohnern. Die 30 Ratsmitglieder werden durch eine Kommunalwahl für jeweils fünf Jahre gewählt.
Stimmberechtigt im Rat ist außerdem die hauptamtliche Bürgermeisterin Ulrike Jungemann (CDU).
Die letzten Ratswahlen führten zu folgenden Sitzverteilungen:
| Partei / Liste | 2021 | 2016 | 2011 |
| -------------- | ---- | ---- | ---- |
| CDU            | 14   | 14   | 12   |
| SPD            | 8    | 9    | 10   |
| Grüne          | 3    | 2    | 5    |
| FDP            | 2    | 1    | 1    |
| WFB*           | 1    | 1    | 1    |
| FW             | 1    | -    | -    |
| UGS*           | 1    | 2    | -    |
| ALFA           | -    | 1    | -    |
| Gesamt         | 30   | 30   | 29   |

* WFB: Wählergemeinschaft Freier Bürger; UGS: Unabhängige Grüne Scheeßel

### Bürgermeister
Seit 2021 ist Ulrike Jungemann (CDU) hauptamtliche Bürgermeisterin der Gemeinde Scheeßel. Bei der letzten Bürgermeisterwahl am 12. September 2021 wurde sie ohne Gegenkandidat mit 77,78 % der Stimmen gewählt. Die Wahlbeteiligung lag bei 63,32 %. Jungemann trat ihre Amtszeit am 1. November 2021 an.

### Wappen

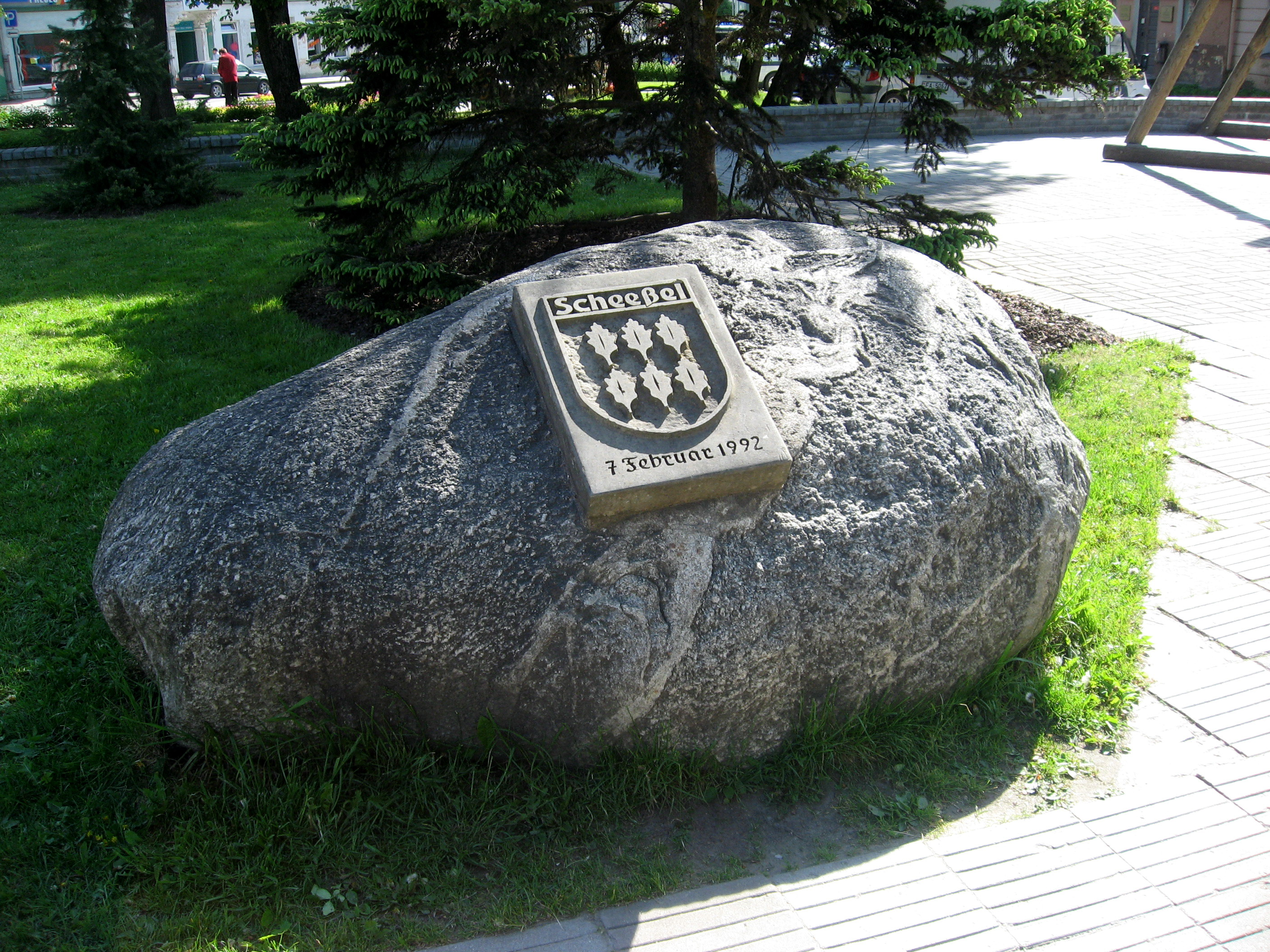
Wappen der Gemeinde Scheeßel in Tukums

Das Wappen der Gemeinde zeigt sechs grüne Eichenblätter (3 und 3) auf goldenem Grund mit grüner Umrandung. Die Eichenblätter sollen symbolisch die sechs ersten Höfe darstellen, aus denen der Ort hervorgegangen ist.

### Gemeindepartnerschaften
- Tukums (Lettland)
- Teterow (Deutschland)

## Kultur und Sehenswürdigkeiten

### Museen

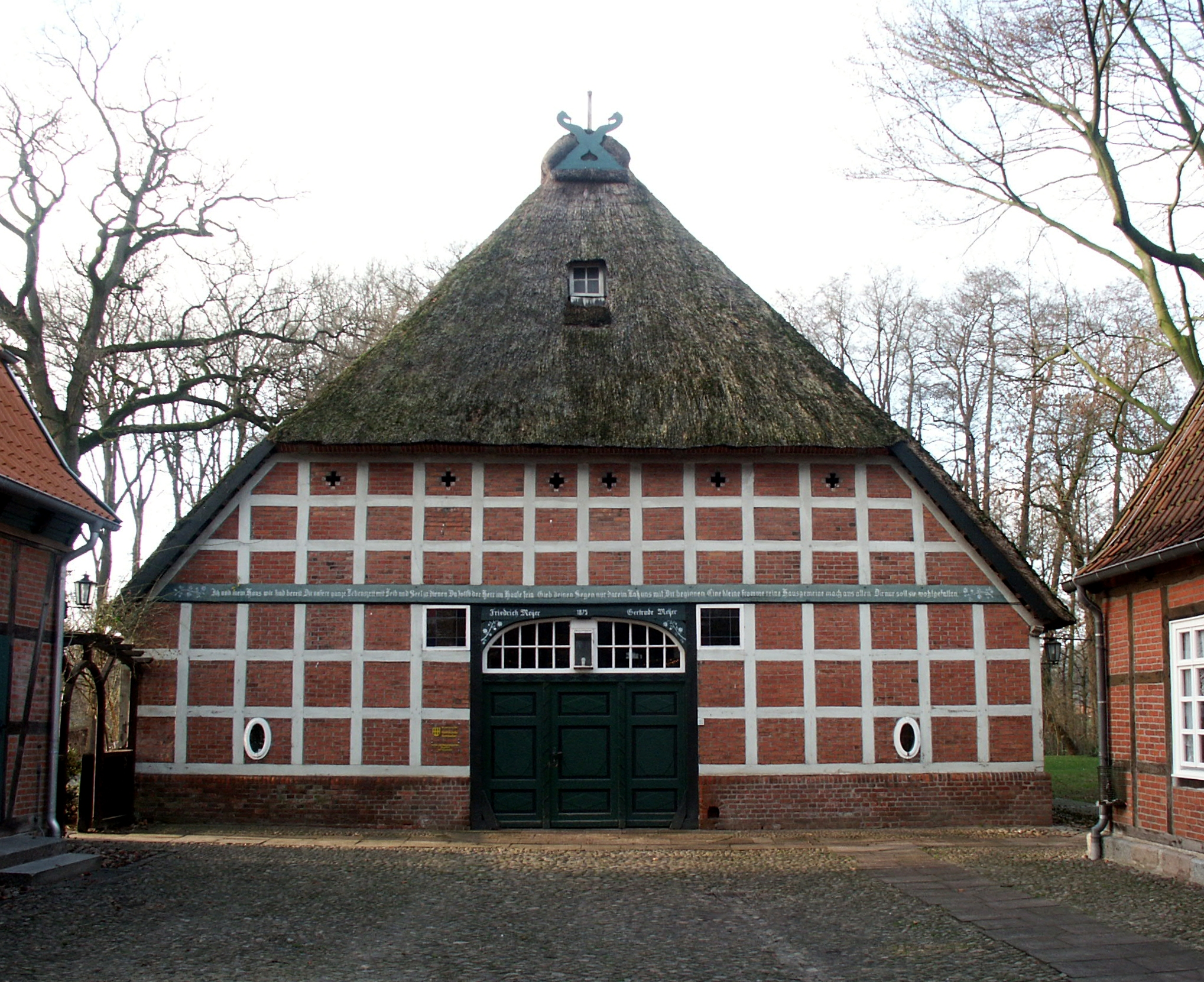
Hofanlage Am Meyerhof 1

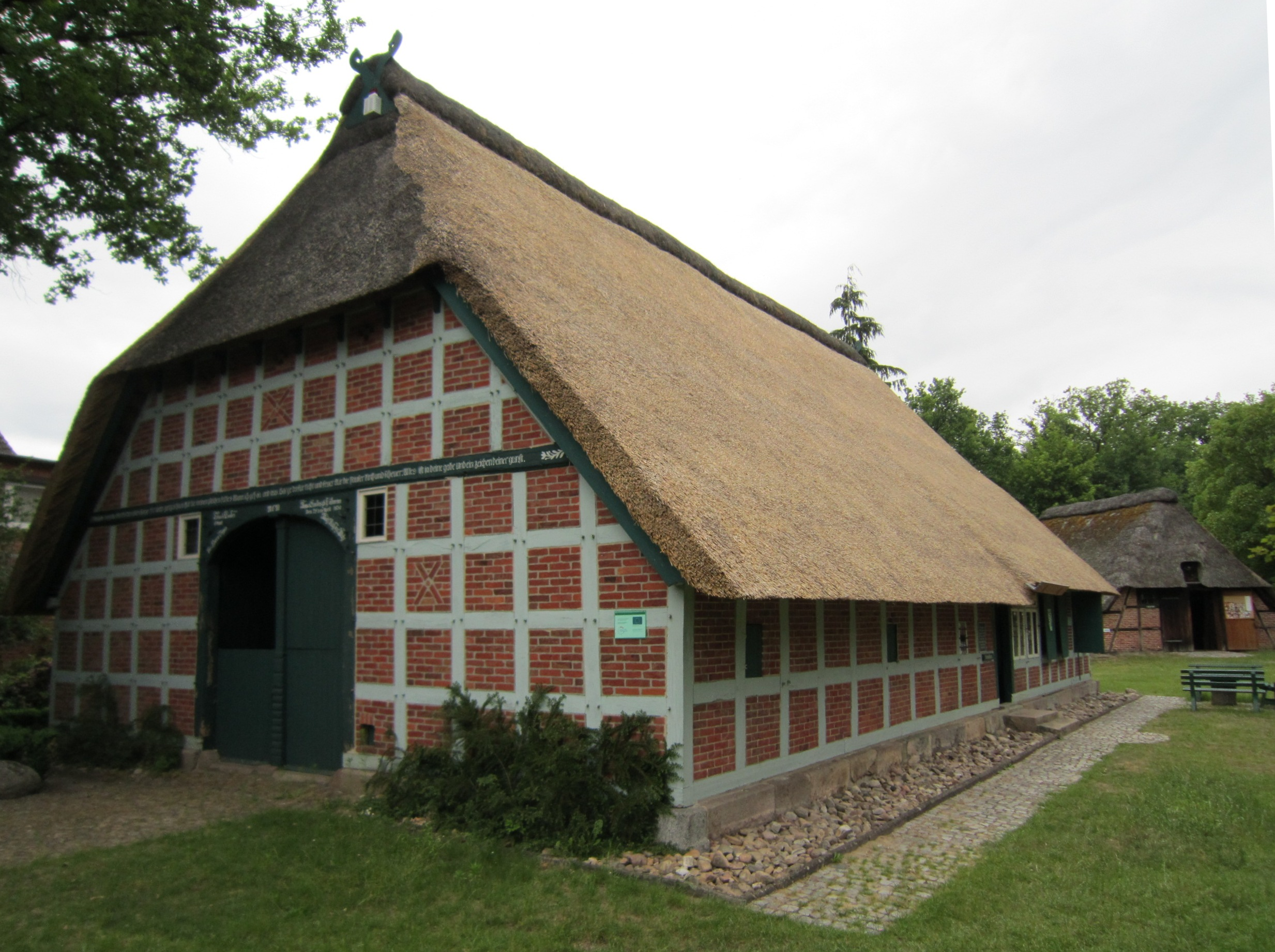
Heimatmuseum Scheeßel

Das Heimatmuseum Scheeßel zeigt auf zwei in sich geschlossenen Hofanlagen mit insgesamt 13 historischen Fachwerkbauten die Wohn- und Arbeitswelt des 19. Jahrhunderts. Bereits 1913 wurde das sogenannte Heimathaus an seinem ursprünglichen Standort abgetragen und als Museumsgebäude wieder aufgebaut. Seit den 1970er Jahren wurde die Anlage kontinuierlich erweitert. Auf dem Heimathausgelände wird heute das Wohnen und Wirtschaften der Menschen auf einer Hofanlage mit niederdeutschem Hallenhaus dargestellt. Auf dem Gelände des historischen Meyerhofs werden textile Handwerke (Spinnen, Weben, Blaudruck, Occhi) lebendig gehalten.

### Trachtengruppen
Scheeßel ist bekannt für seine regionalen Trachtengruppen. Die wohl bekanntesten sind die Tanz- und Trachtengruppe De Beekscheepers Scheeßel e. V. und die Original Scheeßeler Trachtengruppe. Beide Gruppen haben sich der Aufgabe verschrieben, norddeutsches Kulturgut national und international bekannt zu machen und zu pflegen. Jedes Jahr findet daher in Scheeßel ein großes Trachtenfest statt, das weit über die Grenzen Scheeßels hinaus bekannt ist. Dieses wird im Wechsel von den Beekscheepers und der Original Scheeßeler Trachtengruppe ausgerichtet und wartet jedes Mal mit vielen Trachtengruppen aus dem In- und Ausland auf. Vom 19. bis 21. Juli 2013 fand das von den Beekscheepers veranstaltete Internationale Beeke-Festival, früher als Beeke-Trachtenfest bekannt, zum 20. Mal statt.

### Musik

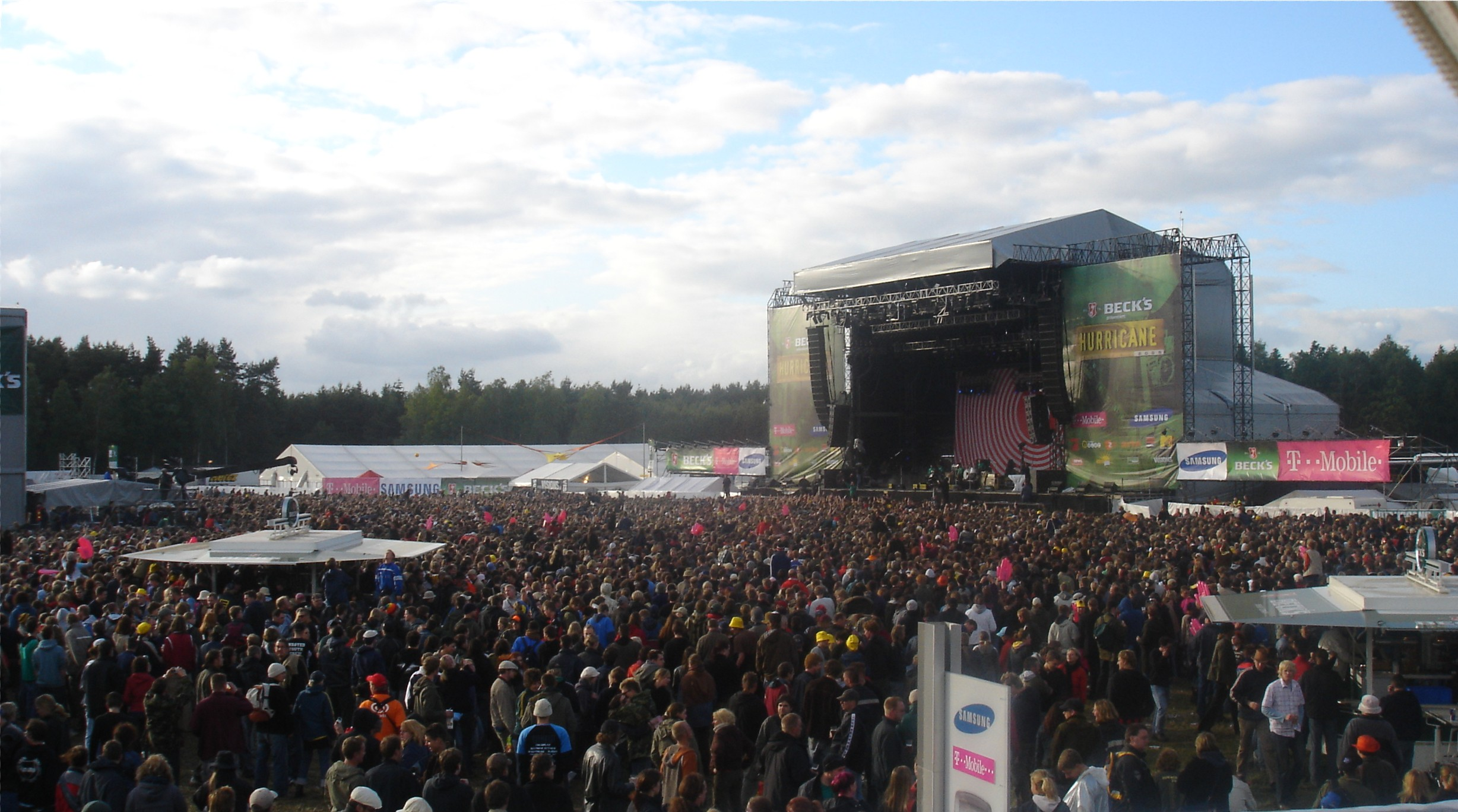
Bühne des Hurricane Festivals, 2005

1973 und 1977 fanden auf dem Eichenring in Scheeßel große Open-Air-Festivals statt mit Musikern und Gruppen wie Chicago, Chuck Berry und Golden Earring. Seit Ende der 1990er Jahre ist Scheeßel Heimat eines großen Open-Air-Festivals: 1997 wurde auf dem Eichenring erstmals das Hurricane Festival ausgerichtet. Diese Musikveranstaltung findet jährlich im Juni statt (2008: rund 75.000 Besucher).
Seit 2014, jährlich im Mai, gibt es das Heimat-Festival als Musikfestival.

### Bauwerke
- St.-Lucas-Kirche von 1757 im Bauernbarock-Stil mit der etwa 600 Jahre alten Gerichtslinde
- Scheeßeler Mühle
- Amtsvogtei Scheeßel im Vogteipark; das Wohn- und Wirtschaftsgebäude Mühlenstraße 13 bis 17 von 1816, Amtsvogtei von 1841 bis 1882, heute Sitz der EWE AG
- Heimatmuseum Scheeßel mit
  - dem Heimathaus, das ehemalige Wohn- und Wirtschaftsgebäude Zevener Straße 18 von 1830 in Fachwerk, versetzt 1912/13
  - dem  und dem Meyerhofgelände mit der Hofanlage Am Meyerhof 1 vom 19. Jahrhundert in Fachwerk
- Wohn- und Wirtschaftsgebäude Schulstraße 5 von 1846 in Fachwerk, heute Kindergarten
- Wohn- und Wirtschaftsgebäude Varel 1 von 1842 in Fachwerk
- Empfangsgebäude Bahnhof Scheeßel von 1874 in Backstein, mit drei Geschossen, nach Plänen von Adolph Funk

### Naturdenkmale
Scheeßeler Gerichtslinde

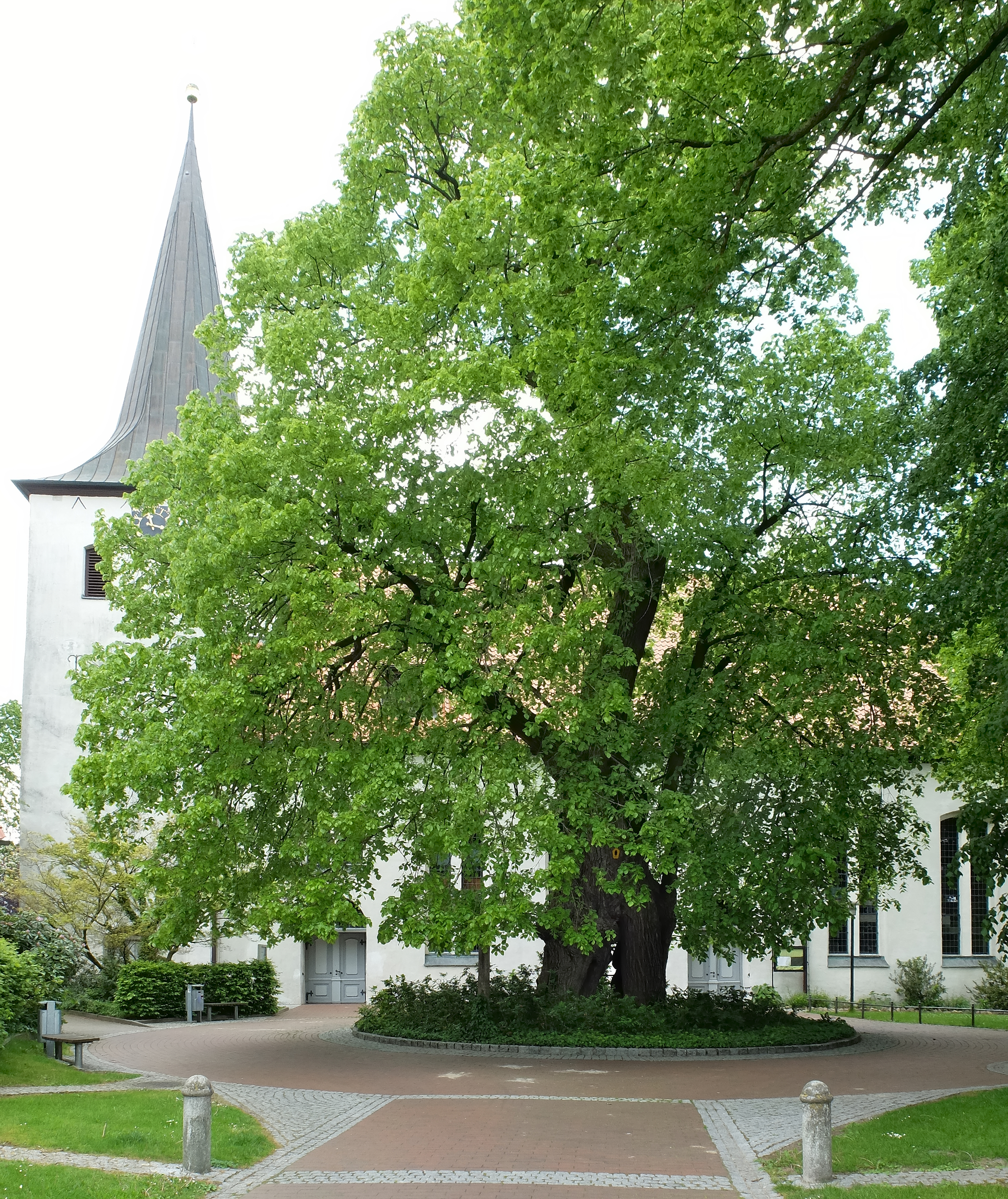
Gerichtslinde auf dem Kirchplatz

Auf dem freien Platz vor der Kirche steht die altehrwürdige Scheeßeler Gerichtslinde. Die schräg gewachsene Winterlinde hat einen gespaltenen, hohlen Stamm, in den zur Stabilisierung Stützbolzen eingebracht wurden. Der 21 Meter hohe Baum hat ein geschätztes Alter von 500–600 Jahren. Der Platz unter der Linde ist ein historischer Gerichtsplatz, an dem ab 1288 das Gogericht abgehalten wurde.
Mühleneiche in Scheeßel
Die mehr als 500 Jahre alte Stieleiche steht am Ortsausgang an der Straße Richtung Westerholz, gegenüber der historischen Scheeßeler Mühle. Der Baum hat einen kurzen, gedrungenen Stamm, der sich nach wenigen Metern in drei hochaufragende Hauptäste teilt. Die weitausladenden, beinahe waagrechten Queräste ragen in den Straßenbereich hinein.
Siehe: Liste der Naturdenkmale in Scheeßel

### Regelmäßige Veranstaltungen
- Hurricane Festival (jährlich seit 1997)
- Heimat-Festival (jährlich seit 2014)
- Internationales Beeke-Festival (Trachtenfest, alle zwei Jahre seit 1975 am dritten Juli-Wochenende)
- Internationale Trachtenbegegnung (alle zwei Jahre seit 1986)
- Deutscher Mühlentag in der Scheeßeler Mühle und der Westerveseder Mühle (jedes Jahr zu Pfingstmontag)
- Scheeßeler Museumsfest auf dem Meyerhof und Heimathausgelände (jährlich am 1. Mai)
- Scheeßel-Tag (alle zwei Jahre Ende August)
- Auf dem Eichenring in Scheeßel jedes Jahr Ende August/Anfang September Internationale Motorrad-Sandbahnrennen auf der 1000-m-Sandbahn des MSC Eichenring Scheeßel

### Sport
Der in der Fußball-Kreisliga Rotenburg (achte Liga) spielende SV Rot-Weiß Scheeßel ist ein Partnerverein des HSV.
Die Basketballerinnen der Avides Hurricanes erreichten in der Saison 2014/2015 den dritten Platz in der DBBL 2. Bundesliga Nord.

## Wirtschaft und Infrastruktur
In Scheeßel und den umliegenden Ortschaften haben sich zahlreiche kleine und vor allem mittelständische Unternehmen angesiedelt, da der Ort verkehrsgünstig zwischen den Ballungszentren Hamburg, Bremen und Hannover liegt. Scheeßel ist zudem einer der Schwerpunkte des Fremdenverkehrs der Wümmeniederung.

### Bildung
Von der Krippe bis zum Gymnasium: mehrere Kitas, zum Teil als Ganztagskindergarten bzw. Krippe, Grundschule, Oberschule „BeekeSchule“, Gymnasium Eichenschule Scheeßel.

### Soziale Einrichtungen und Gesundheitsversorgung
Der Zentralort Scheeßel ist Standort mehrerer Arztpraxen, der Scheeßeler Tafel e. V. und mehrerer Pflegeheime. Ein Pflegeheim befindet sich in der Ortschaft Ostervesede.

### Verkehr

#### Straße

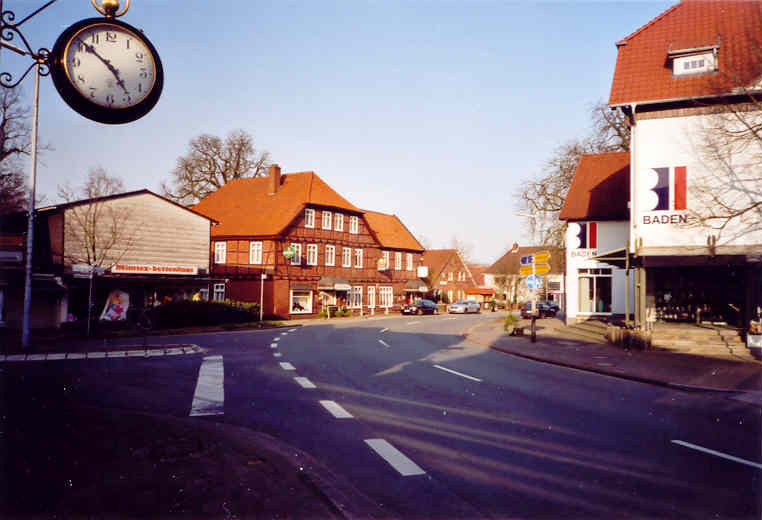
Ortsdurchfahrt der B 75 in Scheeßel

Durch die Gemeinde verläuft die Bundesstraße 75 und in der Nähe verläuft die Bundesautobahn 1 (etwa 15 km bis zur Anschlussstelle in Sittensen). Durch diese Lage ist man mit dem Auto in etwa einer Stunde in Hamburg, Bremen oder Hannover und auch die Urlaubsregionen der Nord- und Ostsee sowie der Harz sind mit dem PKW in höchstens zwei Stunden zu erreichen. Wann die Ortsumgehung der B 75 realisiert werden kann, ist offen. Mehrfach wurde das Bauvorhaben auf Vorhabenlisten gesetzt und wieder entfernt.

#### Eisenbahn
Östlich von Scheeßel verläuft die Haupteisenbahnstrecke (Ruhrgebiet–)Bremen–Hamburg. Aus dieser sollte nordöstlich des Ortes die geplante Y-Trasse abzweigen. Scheeßel verfügt über einen Bahnhof, an dem im Rahmen des Hanse-Netzes verkehrende Züge der Metronom Eisenbahngesellschaft auf der Verbindung Hamburg-Bremen halten. Mit dem Zug kommt man in knapp 40 Minuten nach Bremen und in knapp 50 Minuten nach Hamburg. Seit Ende 2019 gehört Scheeßel zum Hamburger Verkehrsverbund.

## Persönlichkeiten

### Ehrenbürger
- Hinrich Meyer (1880–1963), auf dem Meyerhof geboren, 1908 Vertretung der I.G. Farben in Lyon, 1923 Direktor der I.G. Farben in Amsterdam, 1940 Rückkehr nach Scheeßel, Verfasser der Chronik des Kirchspiels Scheeßel, 1955 Ehrenbürger von Scheeßel.[22]
- Friedrich Behrens (1927–2003), Vorsitzender des Heimatvereins und Leiter des Heimatmuseums

### Söhne und Töchter der Gemeinde
- Wilhelm-Cord Müller (1830–1915), Reichstagsabgeordneter
- Ernst Müller-Scheeßel (1863–1936), Künstler, Begründer des Bremer Künstlerbundes und Hochschullehrer
- Hinrich Brunckhorst (1903–1992), Landrat und Landtagsabgeordneter
- Heinz Fehling (1912–1989), Werbegrafiker
- Karl H. Peter (1918–2003), Marineoffizier, Schiffskommandant und Kommandeur der Marineschule Mürwik
- Claus-Dieter Ehlermann (1931–2025), Jurist und Hochschullehrer
- Heinrich Meyer (* 1948), Pressemanager
- Friedhelm Rathjen (* 1958), Literaturwissenschaftler, Schriftsteller, Übersetzer und Biograf
- Elke Twesten (* 1963), Landtagsabgeordnete a. D. CDU, ehemals Bündnis 90/Die Grünen
- Petra Wolters (* 1965), Sportpädagogin und Hochschullehrerin

### Persönlichkeiten, die mit der Gemeinde verbunden sind
- Christine Behrens (1934–2018), Vorsitzende Heimatverein Scheeßel und Autorin
- Jürgen Hoops (* 1958), Heimatforscher, Chronist, Autor
- Gabriele Weinspach (* 1968), Schauspielerin
- Matthias Scherz (* 1971), ehemaliger Fußballspieler
- Kirsten Bolm (* 1975), Leichtathletin
- Steffen Meyer (* 1985), Ministerialbeamter, in Wittkopsbostel aufgewachsen, von 2006 bis 2013 Ratsherr in Scheeßel